# Johan Papegoja

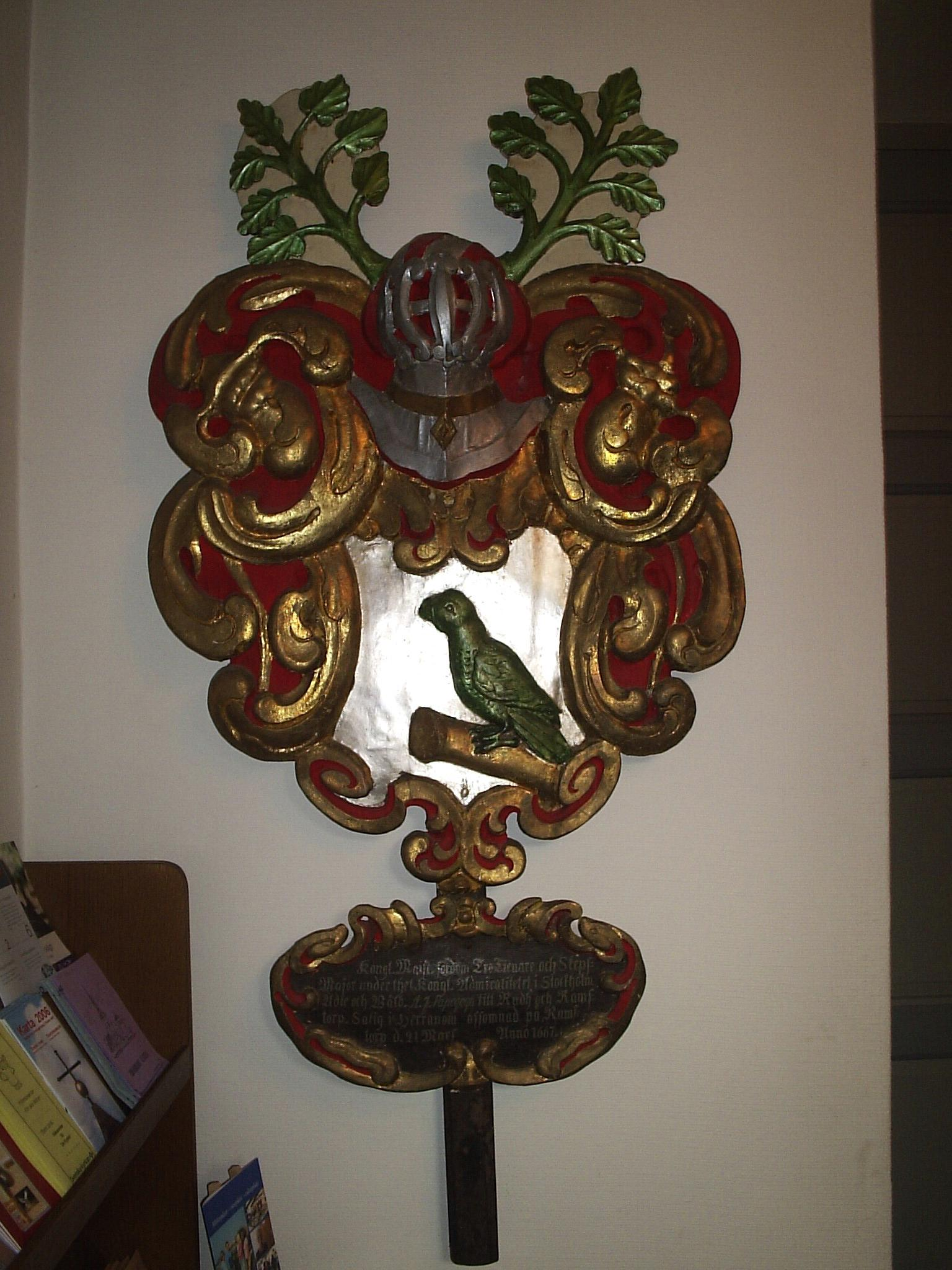
Johan Papegojas vapen, Tidaholms kyrka

Johan Papegoja (även Johan Pappegoya), född cirka 1610, död 21 eller 23 mars 1667, var åren 1653–1654 den femte guvernören över Nya Sverige vid Nordamerikas östkust.

## Tidiga liv
Endast lite är känt om Johan Papegojas liv. Han var son till Jöran Börjesson Papegoja och dennes hustru Jöransdotter, han blev senare militär och gjorde flera resor till kolonin Nya Sverige. Första dokumenterade hemresan gick på fartyget Fama som lämnade kolonin kring den 14 april 1643 och anlände i Göteborg i slutet på juli. På denna resa medföljde även Peter Hollander Ridder.
Den 29 december lämnade Papegoja Göteborg igen på fartyget Fama och anlände till Nya Sverige den 11 mars 1644. Han efterträdde nu Måns Nilsson Kling som befälhavare över Fort Christina och samma år gifte Papegoja sig med Armegard Printz (dotter till Johan Björnsson Printz). Paret flyttade in i gården Printzhof och fick senare flera barn, däribland sönerna Jöran 1647, Bernt 1649 och Gustaf.
1646 for Papegoja åter till Sverige på fartyget Den gyllene hajen. Den 25 september 1647 lämnade han Göteborg på fartyget Svanen och anlände till kolonin den 2 januari 1648.

## Guvernör över Nya Sverige
1653 skakades kolonin av missnöje mot Printzs hårda styre och 23 kolonisatörer undertecknade en petition som krävde dennes avgång. Printz kallade männen för myterister och lät avrätta en kolonisatör. Därefter lämnade Printz i slutet av oktober 1653 kolonin för att resa till Sverige och utsåg Papegoja till ställföreträdande guvernör. Ytterligare 15 kolonisatörer flydde sedan kolonin för att söka skydd hos holländarna (bland annat i Fort Casimir) varpå Papegoja då lejde indianer för att återföra männen döda eller levande. Under tiden ökade även spänningarna med holländarna i området.
I maj 1654 anlände Johan Classon Rising med fartyget Örnen och övertog den 27 maj posten som nye guvernör.

## Senare liv
Efter sin tid som guvernör uppmanades Papegoja nu att resa hem till Sverige för att värva nya kolonister och han lämnade Nya Sverige 1654 på fartyget "Örnen". Den 25 november 1655 samlade han ihop en expedition som lämnade Göteborg på fartyget Mercurius och kom till Nya Sverige den 14 mars 1656.
Under tiden hade dock kolonin i september 1655 invaderats av holländarna och Holländska Västindiska Kompaniet under ledning av Peter Stuyvesant. Holländarna vägrade svenskarnas landstigning och först efter längre förhandlingar kunde expeditionen landstiga. Papagoja fortsatte därefter med "Mercurius" till Manhattanön men kom där i konflikt med holländarna och lämnade området under juni 1656 medan familjen blev kvar på gården Printzhof. Papegoja reste på ett holländskt fartyg via Amsterdam hem till Sverige.
Därefter upphör dokumentationen om Papegoja, han förmodas ha avlidit på gården .
1662 sålde hustrun gården Printzhof vid Fort Nya Göteborg (dagens Tinicum) och återvände med familjens barn till Sverige och Kungsgården på Läckö slott som då arrenderades av sonen Bernt Papegoja. Hon dog den 25 november 1695.